# 狭叶蒲桃
狭叶蒲桃（学名：Syzygium tsoongii）为桃金娘科蒲桃属的植物。分布于越南以及中国大陆的广西、广东等地，多生长于低海拔的山谷中，目前尚未由人工引种栽培。